# Catagela subdodatella
Catagela subdodatella là một loài bướm đêm trong họ Crambidae.